# Клаус Нойманн
Клаус Нойманн (нім. Klaus Neumann; 5 жовтня 1923, Веттін — 10 грудня 2000, Міттельгоф) — німецький льотчик-ас винищувальної авіації, лейтенант люфтваффе вермахту (1945), оберстлейтенант люфтваффе бундесверу. Кавалер Лицарського хреста Залізного хреста.

## Біографія
Після проходження льотної підготовки в травні 1943 році зарахований в 2-у ескадрилью 51-ї винищувальної ескадри. Учасник Німецько-радянської війни, збив 12 радянських літаків. Свою першу перемогу здобув 15 липня 1943 року. 25 червня 1944 року ескадрилья Нойманна була перекинута в Німеччину і 10 серпня перейменована на 16-у (штурмову) ескадрилью 3-ї винищувальної ескадри. 15 серпня в бою з американською авіацією збив 2 «Летючі фортеці», 2 листопада — ще 2, хоча в останньому бою був збитий і змушений катапультуватись. Наприкінці грудня 1944 року переведений в штаб 3-ї групи 7-ї винищувальної ескадри, а в 1945 році переведений в 44-е винищувальне з'єднання, у складі якого, літаючи на Ме.262, здобув ще 5 перемог. Всього за час бойових дій здійснив 195 бойових вильотів і збив 37 літаків, з них 19 чотиримоторних бомбардувальників. В 1956 вступив у ВПС ФРН.

## Відзнаки
- Нагрудний знак пілота
- Залізний хрест 2-го і 1-го класу
- Німецький хрест в золоті (25 жовтня 1944)
- Лицарський хрест Залізного хреста (9 грудня 1944) — за 31 перемогу.
- Авіаційна планка винищувача в золоті